# Live & Filthy
A Live & Filthy a Sex Pistols punkegyüttes 2008-as koncertlemeze.

## Az album dalai
1. Anarchy in the U.K.
2. No Feelings
3. Liar
4. I Wanna Be Your Dog
5. No Fun
6. New York
7. Seventeen
8. Don't Gimme No Lip, Child
9. Pretty Vacant
10. I Wanna Be Me
11. Search and Destroy
12. Substitute
13. I'm a Lazy Sod
14. Submission
15. C'mon Everybody
16. Satellite Kid
17. Chatterbox
18. Somethin' Else
19. Tight Pants
20. No Lip
21. Belsen Was a Gas
22. (I'm Not Your) Stepping Stone
23. My Way (alternatív változat)